# Cordylanthus tenuis
Cordylanthus tenuis är en snyltrotsväxtart som beskrevs av Samuel Frederick Gray. Cordylanthus tenuis ingår i släktet Cordylanthus och familjen snyltrotsväxter.

## Underarter
Arten delas in i följande underarter:
- C. t. barbatus
- C. t. brunneus
- C. t. capillaris
- C. t. pallescens
- C. t. tenuis
- C. t. viscidus